# Lista de finais da Copa Billie Jean King
Relação de finais da Federation Cup (1994–1963), da Fed Cup (2020–1995) e da Copa Billie Jean King (presente–2021).
| Ano     | Cidade                | Piso              | Campeã             | Vice-campeã        | Resultado |
| ------- | --------------------- | ----------------- | ------------------ | ------------------ | --------- |
| 2024    | Málaga                | duro (coberto)    | Itália             | Eslováquia         | 2–0       |
| 2023    | Sevilha               | duro (coberto)    | Canadá             | Itália             | 2–0       |
| 2022    | Glasgow               | duro (coberto)    | Suíça              | Austrália          | 2–0       |
| 2020-21 | Praga                 | duro (coberto)    | FTR                | Suíça              | 2–0       |
| 2019    | Perth                 | duro              | França             | Austrália          | 3–2       |
| 2018    | Praga                 | duro (coberto)    | Chéquia            | Estados Unidos     | 3–0       |
| 2017    | Minsk                 | duro (coberto)    | Estados Unidos     | Bielorrússia       | 3–2       |
| 2016    | Estrasburgo           | duro (coberto)    | Chéquia            | França             | 3–2       |
| 2015    | Praga                 | duro (coberto)    | Chéquia            | Rússia             | 3–2       |
| 2014    | Praga                 | duro (coberto)    | Chéquia            | Alemanha           | 3–1       |
| 2013    | Cagliari              | saibro            | Itália             | Rússia             | 4–0       |
| 2012    | Praga                 | duro (coberto)    | Chéquia            | Sérvia             | 3–1       |
| 2011    | Moscou                | duro (coberto)    | Chéquia            | Rússia             | 3–2       |
| 2010    | San Diego             | duro (coberto)    | Itália             | Estados Unidos     | 3–1       |
| 2009    | Reggio Calabria       | saibro            | Itália             | Estados Unidos     | 4–0       |
| 2008    | Madri                 | saibro            | Rússia             | Espanha            | 4–0       |
| 2007    | Moscou                | duro (coberto)    | Rússia             | Itália             | 4–0       |
| 2006    | Charleroi             | duro (coberto)    | Itália             | Bélgica            | 3–2       |
| 2005    | Paris                 | saibro            | Rússia             | França             | 3–2       |
| 2004    | Moscou                | carpete (coberto) | Rússia             | França             | 3–2       |
| 2003    | Moscou                | carpete (coberto) | França             | Estados Unidos     | 4–1       |
| 2002    | Gran Canária          | duro (coberto)    | Eslováquia         | Espanha            | 3–1       |
| 2001    | Madri                 | saibro (coberto)  | Bélgica            | Rússia             | 2–1       |
| 2000    | Las Vegas             | carpete (coberto) | Estados Unidos     | Espanha            | 5–0       |
| 1999    | Stanford              | duro              | Estados Unidos     | Rússia             | 4–1       |
| 1998    | Genebra               | duro (coberto)    | Espanha            | Suíça              | 3–2       |
| 1997    | 's-Hertogenbosch      | carpete (coberto) | França             | Países Baixos      | 4–1       |
| 1996    | Atlantic City         | carpete (coberto) | Estados Unidos     | Espanha            | 5–0       |
| 1995    | Valencia              | saibro            | Espanha            | Estados Unidos     | 3–2       |
| 1994    | Frankfurt             | saibro            | Espanha            | Estados Unidos     | 3–0       |
| 1993    | Frankfurt             | saibro            | Espanha            | Austrália          | 3–0       |
| 1992    | Frankfurt             | saibro            | Alemanha           | Espanha            | 2–1       |
| 1991    | Nottingham            | duro              | Espanha            | Estados Unidos     | 2–1       |
| 1990    | Atlanta               | duro              | Estados Unidos     | União Soviética    | 2–1       |
| 1989    | Tóquio                | duro              | Estados Unidos     | Espanha            | 3–0       |
| 1988    | Melbourne             | duro              | Checoslováquia     | União Soviética    | 2–1       |
| 1987    | Vancouver             | duro              | Alemanha Ocidental | Estados Unidos     | 2–1       |
| 1986    | Praga                 | saibro            | Estados Unidos     | Checoslováquia     | 3–0       |
| 1985    | Nagoya                | duro              | Checoslováquia     | Estados Unidos     | 2–1       |
| 1984    | São Paulo             | saibro            | Checoslováquia     | Austrália          | 2–1       |
| 1983    | Zurique               | saibro            | Checoslováquia     | Alemanha Ocidental | 2–1       |
| 1982    | Santa Clara           | duro              | Estados Unidos     | Alemanha Ocidental | 3–0       |
| 1981    | Tóquio                | saibro            | Estados Unidos     | Grã-Bretanha       | 3–0       |
| 1980    | Berlim                | saibro            | Estados Unidos     | Austrália          | 3–0       |
| 1979    | Madri                 | saibro            | Estados Unidos     | Austrália          | 3–0       |
| 1978    | Melbourne             | grama             | Estados Unidos     | Austrália          | 2–1       |
| 1977    | Eastbourne            | grama             | Estados Unidos     | Austrália          | 2–1       |
| 1976    | Filadélfia            | carpete (coberto) | Estados Unidos     | Austrália          | 2–1       |
| 1975    | Aix-en-Provence       | saibro            | Checoslováquia     | Austrália          | 3–0       |
| 1974    | Nápoles               | saibro            | Austrália          | Estados Unidos     | 2–1       |
| 1973    | Bad Homburg           | saibro            | Austrália          | África do Sul      | 3–0       |
| 1972    | Joanesburgo           | duro              | África do Sul      | Grã-Bretanha       | 2–1       |
| 1971    | Perth                 | grama             | Austrália          | Grã-Bretanha       | 3–0       |
| 1970    | Friburgo na Brisgóvia | saibro            | Austrália          | Alemanha Ocidental | 3–0       |
| 1969    | Atenas                | saibro            | Estados Unidos     | Austrália          | 2–1       |
| 1968    | Paris                 | saibro            | Austrália          | Países Baixos      | 3–0       |
| 1967    | Berlim                | saibro            | Estados Unidos     | Grã-Bretanha       | 2–0       |
| 1966    | Turim                 | saibro            | Estados Unidos     | Alemanha Ocidental | 3–0       |
| 1965    | Melbourne             | grama             | Austrália          | Estados Unidos     | 2–1       |
| 1964    | Filadélfia            | grama             | Austrália          | Estados Unidos     | 2–1       |
| 1963    | Londres               | grama             | Estados Unidos     | Austrália          | 2–1       |

## Ligações Externas
- Página oficial